# Priestermönch

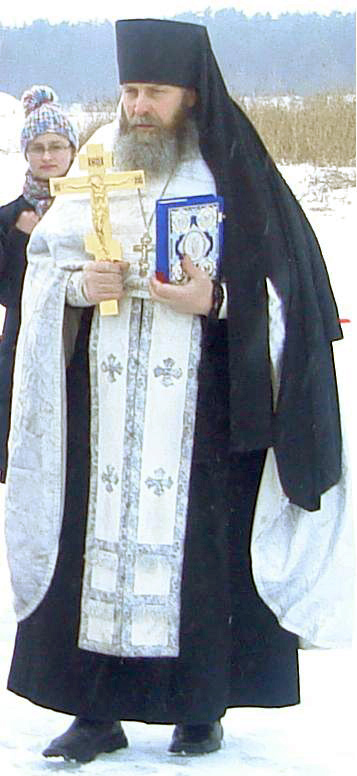
Orthodoxer Priestermönch

Als Priestermönch, Mönchspriester oder Hieromonachos (griechisch ἱερομόναχος; aus ἱερός hieros ‚heilig, geweiht‘ [vergleiche ἱερεύς hiereus ‚Priester‘] und μοναχός monachos ‚Mönch‘) bezeichnet man Mönche, die die Priesterweihe empfangen haben. In der Regel wird diese Bezeichnung in den orthodoxen Kirchen gebraucht, während in der römisch-katholischen Kirche von Ordenspriestern gesprochen wird.
In den Ostkirchen kann der Titel eines Igumen oder Archimandriten nur an einen Priestermönch verliehen werden. Auch ist die Zahl der Priester in einem orthodoxen Kloster sehr gering; nicht alle, die ein Theologiestudium absolviert haben, werden zu Priestern geweiht.